# Municipio de Heidelberg (condado de Lebanon)
El municipio de Heidelberg  (en inglés: Heidelberg Township) es un municipio ubicado en el condado de Lebanon en el estado estadounidense de Pensilvania. En el año 2000 tenía una población de 3.832 habitantes y una densidad poblacional de 61.2 personas por km².

## Geografía
El municipio de Heidelberg se encuentra ubicado en las coordenadas 40°18′00″N 76°16′59″O / 40.30000, -76.28306.

## Demografía
Según la Oficina del Censo en 2000 los ingresos medios por hogar en la localidad eran de $45,917 y los ingresos medios por familia eran $50,205. Los hombres tenían unos ingresos medios de $34,432 frente a los $25,911 para las mujeres. La renta per cápita para la localidad era de $21,064. Alrededor del 6,5% de la población estaban por debajo del umbral de pobreza.